# Iwanowo
Iwanowo (russisch Ива́ново) ist eine russische Stadt in der Oblast Iwanowo. Sie liegt rund 250 km (Luftlinie) nordöstlich von Moskau und hat 408.330 Einwohner (Stand 14. Oktober 2010).
|                       | Jan   | Feb   | Mär  | Apr | Mai  | Jun  | Jul  | Aug  | Sep  | Okt | Nov  | Dez   |   |      |
| Mittl. Tagesmax. (°C) | −8,2  | −5,7  | 0,3  | 9,6 | 18,2 | 21,9 | 23,7 | 22,0 | 15,1 | 7,3 | −0,4 | −5,3  | ⌀ | 8,3  |
| Mittl. Tagesmin. (°C) | −15,9 | −14,5 | −8,6 | 0,0 | 5,9  | 9,9  | 12,5 | 10,6 | 5,9  | 0,8 | −5,5 | −11,8 | ⌀ | −0,8 |
|                       |       |       |      |     |      |      |      |      |      |     |      |       |   |      |
| Niederschlag (mm)     | 35    | 31    | 29   | 36  | 49   | 69   | 92   | 65   | 55   | 55  | 52   | 44    | Σ | 612  |
|                       |       |       |      |     |      |      |      |      |      |     |      |       |   |      |
| Regentage (d)         | 10    | 8     | 8    | 8   | 8    | 10   | 11   | 10   | 10   | 10  | 11   | 12    | Σ | 116  |

| −15,9 |

| −14,5 |

| −8,6 |

| 0,0 |

| 5,9 |

| 9,9 |

| 12,5 |

| 10,6 |

| 5,9 |

| 0,8 |

| −5,5 |

| −11,8 |

| −15,9 |

| −14,5 |

| −8,6 |

| 0,0 |

| 5,9 |

| 9,9 |

| 12,5 |

| 10,6 |

| 5,9 |

| 0,8 |

| −5,5 |

| −11,8 |

## Stadtgliederung
| Stadtrajon (Gorodskoi Rajon) | Russischer Name | Einwohner 1. Januar 2006 | Bemerkung                                                     |
| ---------------------------- | --------------- | ------------------------ | ------------------------------------------------------------- |
| Frunsenski                   | Фрунзенский     | 110.487                  | Name nach Michail Frunse                                      |
| Leninski                     | Ленинский       | 150.593                  | Name nach Lenin                                               |
| Oktjabrski                   | Октябрьский     | 87.790                   | Name von Oktjabr (Oktober, bezogen auf die Oktoberrevolution) |
| Sowetski                     | Советский       | 64.198                   | Name bedeutet Sowjetischer Rajon                              |

Quelle: Staatliches Statistikamt der Russischen Föderation

## Geschichte
Die Stadt Iwanowo wurde 1561 das erste Mal urkundlich erwähnt, im 17. Jahrhundert hatte sie sich zu einer Handelsstadt entwickelt. Zar Peter der Große ordnete 1710 die Einrichtung von Textilbetrieben an und warb holländische Handwerker und Unternehmer zur Gründung von Manufakturen nach Iwanowo. 1825 existierten bereits 125 Manufakturen in und um Iwanowo. Mit der Eröffnung der ersten Textildruckfabrik 1787 und der Baumwollspinnerei 1838 entwickelte sich Iwanowo zu einem Zentrum der Textilindustrie und der Arbeiterbewegung und wurde russisches Manchester genannt. Nach der Vereinigung mit dem Dorf Wosnessenski Possad (Вознесенский Посад) hieß die Stadt 1871 bis 1932 Iwanowo-Wosnessensk (Иваново-Вознесенск). Die offizielle Vergabe der Stadtrechte erfolgte am 30. August 1873. Zu diesem Zeitpunkt lag die Einwohnerzahl bei etwa 11.000. Iwanowo gehörte zu den Zentren der Revolution von 1905, hier entstand der erste Arbeiterrat (Sowjet). Heute ist die Stadt Hauptstadt einer Oblast mit zahlreichen Verwaltungs- und Kulturinstitutionen. Wichtige Industriezweige sind immer noch die Textilindustrie, daneben die chemische Industrie und der Maschinenbau. Im Volksmund wird die Stadt auch „Город невест“ – „Stadt der Bräute“ – genannt, weil die Textilindustrie in ihrer Blütezeit viele junge Frauen als Arbeiterinnen angelockt hat. Die Stilllegung zahlreicher Betriebe der Textilindustrie in den 1990er Jahren führten die Stadt in eine langjährige wirtschaftliche Krise.
Bis heute befindet sich in Iwanowo das 1933 von der Internationalen Roten Hilfe gegründete „Internationale Kinderheim“ (Interdom). Zu seinem 70. Geburtstag entstand 2003 in Portugal der Dokumentarfilm Os Filhos de Ivanovo, der die Geschichte des solidarischen Heims und seiner internationalen Schüler zeigt, anhand des Portugiesen José Serra, der hier von 1968 bis zur Nelkenrevolution 1974 lebte. Auch der deutsche Film Interdom des irakischen Regisseurs Nasir Al-Jezairi aus dem Jahr 2006 beschäftigt sich mit der völkerverbindenden Einrichtung.

### Lager für deutsche Kriegsgefangene
In der Stadt bestand das Kriegsgefangenenlager 324 für deutsche Kriegsgefangene des Zweiten Weltkriegs. Schwer Erkrankte wurden im 30 km entfernten Kriegsgefangenenhospital 3840 in Schuja versorgt.

### Bevölkerungsentwicklung
| Jahr | Einwohner |
| ---- | --------- |
| 1897 | 54.208    |
| 1939 | 285.182   |
| 1959 | 335.161   |
| 1970 | 419.639   |
| 1979 | 464.526   |
| 1989 | 481.042   |
| 2002 | 431.721   |
| 2010 | 408.330   |

Anmerkung: Volkszählungsdaten

## Sehenswürdigkeiten
Zu den Sehenswürdigkeiten von Iwanowo zählen das Baumwollmuseum sowie das Kunstmuseum, in dem unter anderem zahlreiche Ikonenmalereien zu sehen sind. In der Stadt sind alle Kunstrichtungen von Barock bis zur Moderne zu finden. Besonders interessant ist die große Ansammlung von Gebäuden des Konstruktivismus, zu den sehr schönen Bauten dieser Zeit gehört das Operntheater der Stadt. Auch der Jugendstil ist in Iwanowo in sehr schönen Formen zu finden. Die Stadt war Sitz vieler adliger Familien und deswegen gibt es unzählige prächtige Paläste und Villen hier.

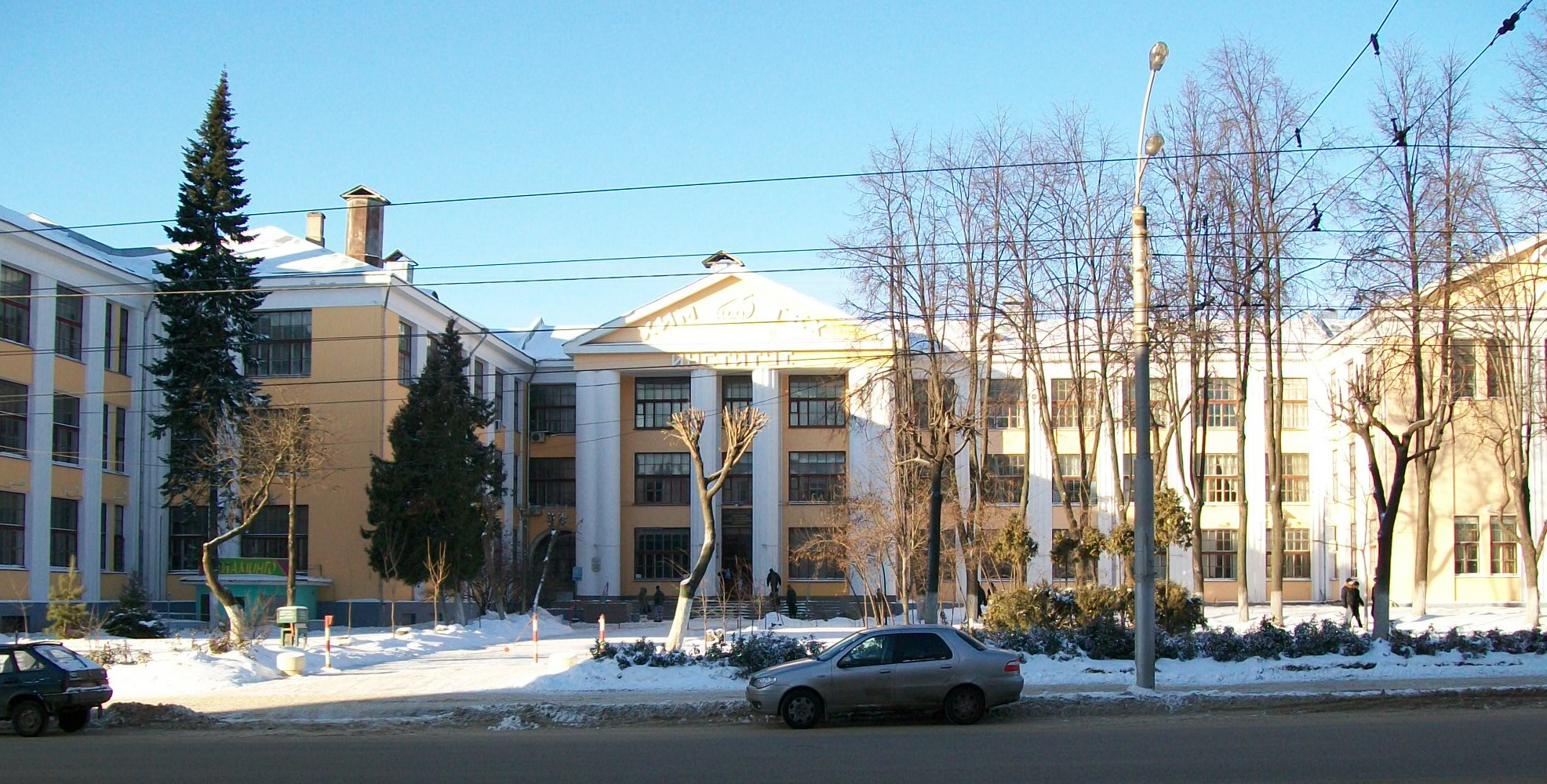
Staatliche chemisch-technologische Universität Iwanowo
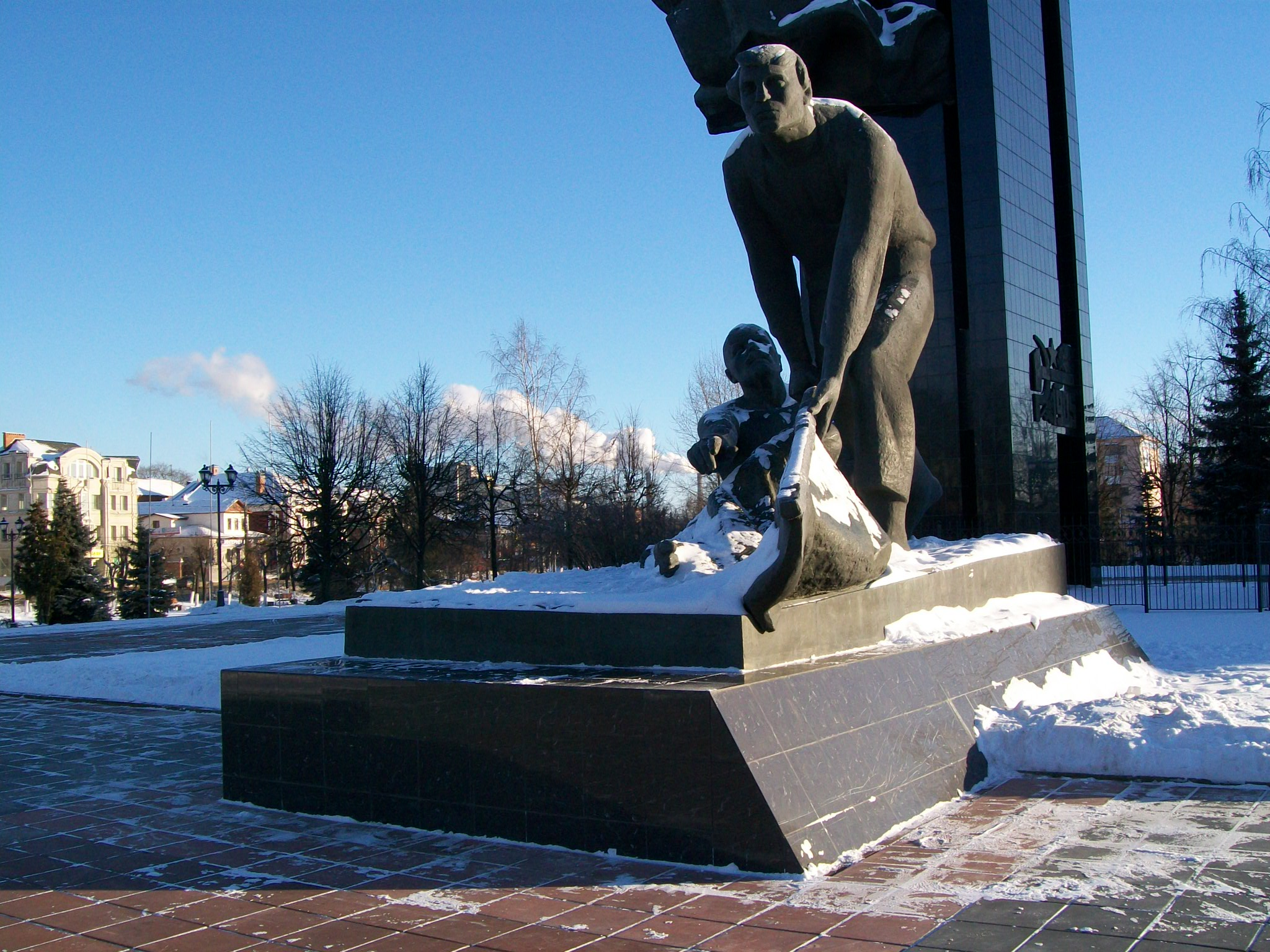
Iwanowo, Platz der Revolution
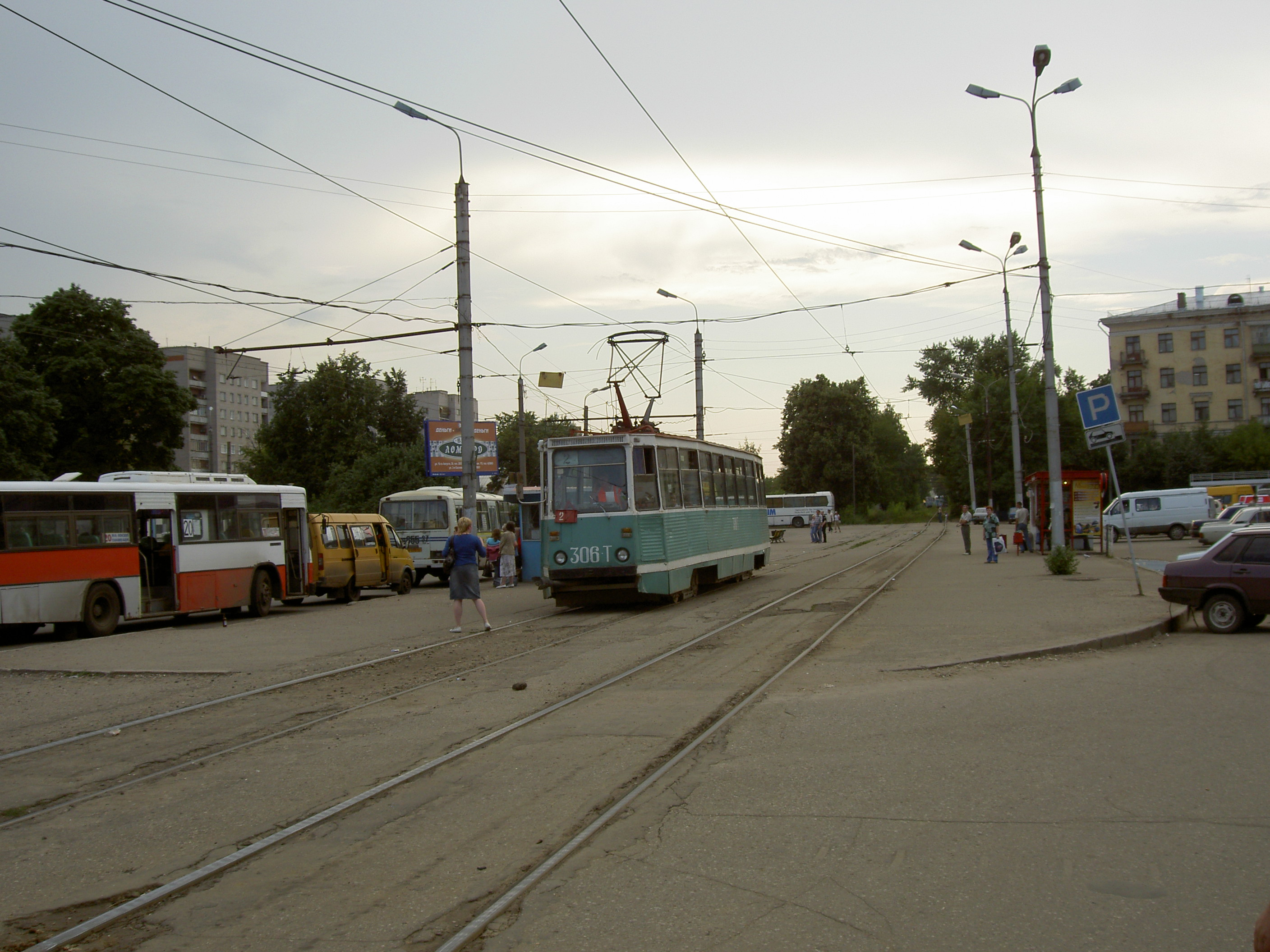
Eine Straßenbahn in Iwanowo im Sommer 2007; inzwischen wurde der Straßenbahnverkehr in der Stadt vollständig eingestellt
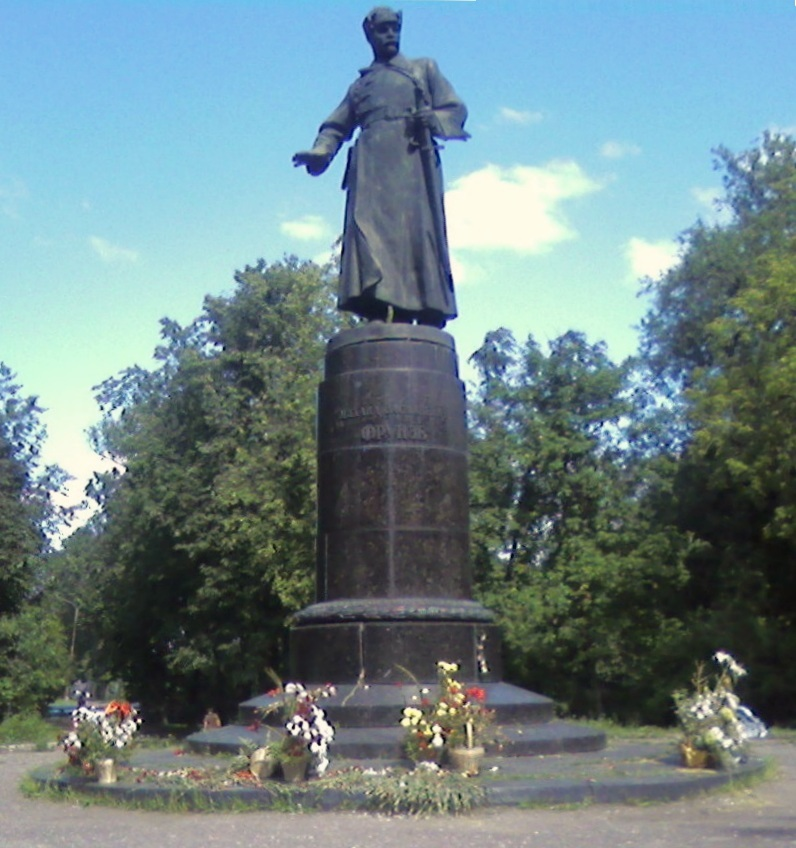
Michail-Frunse-Denkmal
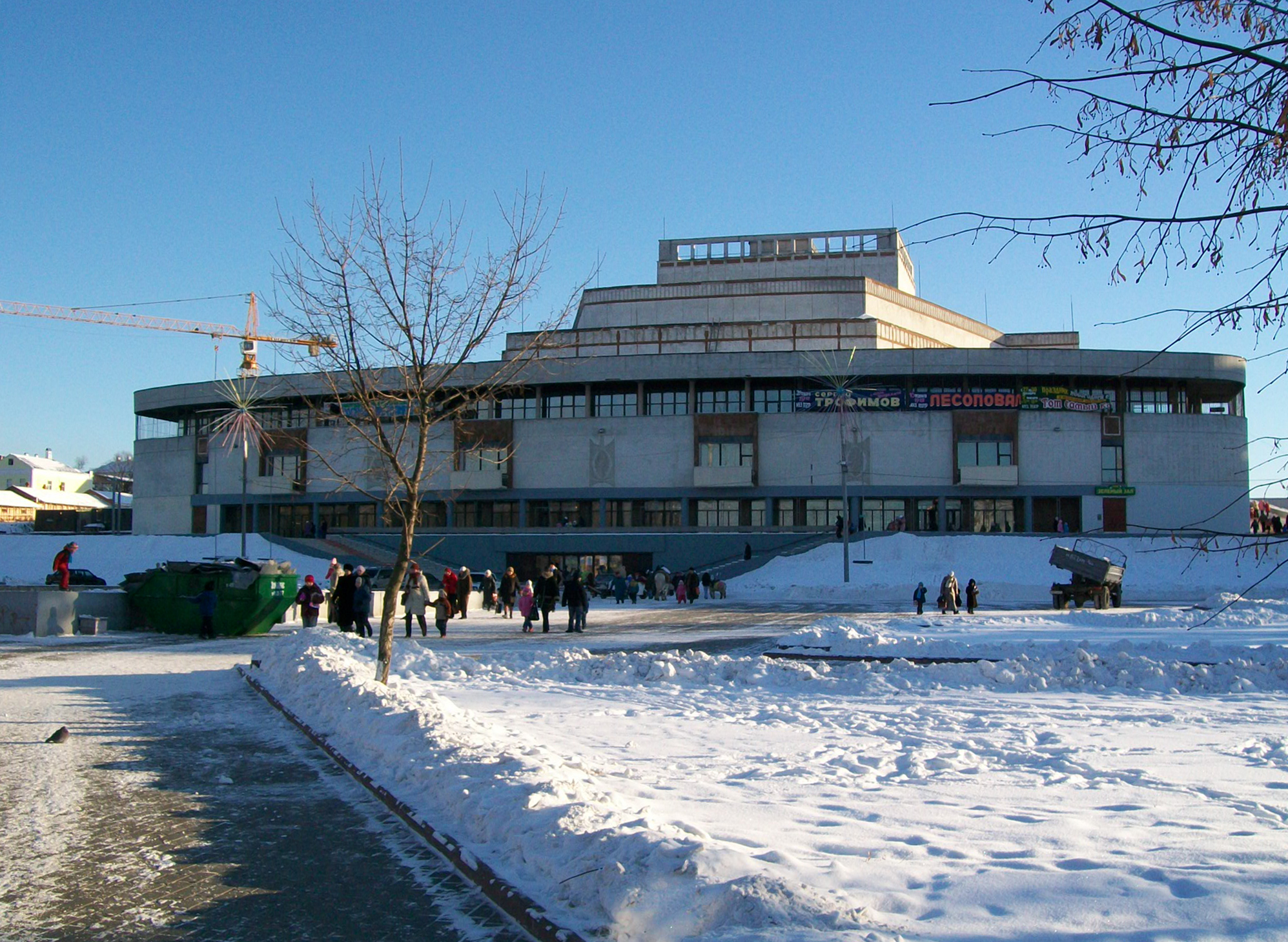
Kunstpalast Iwanowo mit Theater

## Weiterführende Bildungseinrichtungen
- Polytechnische Universität Iwanowo
- Staatliche chemisch-technologische Universität Iwanowo
- Staatliche Energetische Universität Iwanowo
- Staatliche Landwirtschaftliche Akademie Iwanowo
- Staatliche Medizinakademie Iwanowo
- Staatliche Universität Iwanowo
- Territorialfakultät der Nordöstlichen Akademie für Staatsdienst Iwanowo
- Filiale der Staatlichen Handelsuniversität Moskau
- Filiale des Institut für Unternehmertum und Recht Moskau

## Verkehr
Die Fernstraße R600 führt von Kostroma nach Iwanowo. Der Stadt stellt ebenfalls die Endstation der Abzweigung der M7 Wolga aus Wladimir dar. Der Flughafen Iwanowo-Juschny bietet Flugverbindungen in verschiedene russische Städte.

## Militär
In Iwanowo ist die 98. Garde-Luftlande-Division der russischen Luftlandetruppen stationiert.
Nördlich der Stadt liegt der Militärflugplatz Iwanowo.

## Städtepartnerschaften
Iwanowo listet folgende Partnerstädte auf:
- Hannover, Deutschland (Freundschaftsvertrag)
- Staffordshire, Großbritannien
- Łódź, Polen
- Plano, Vereinigte Staaten
- Chmelnyzkyj, Ukraine
- Braga, Portugal

## Sport
Im Fußball ist die Stadt durch den Verein FK Tekstilschtschik Iwanowo vertreten. Die Stadt war einer der Austragungsorte der Bandy-Weltmeisterschaften 1965. In Iwanowo fanden die Damen-Ringer-Europameisterschaften 1993 statt.

## Söhne und Töchter der Stadt
- Sergej Netschajew (1847–1882), Revolutionär
- Olga Warenzowa (1862–1950), Revolutionärin und Publizistin
- Wladimir Zybin (1877–1949), Flötist, Dirigent, Komponist und Hochschullehrer
- Anton Dumanski (1880–1967), Chemiker
- Andrei Bubnow (1883–1938), Revolutionär und Politiker
- Pawel Postyschew (1887–1939), Politiker („rehabilitierte“ den Weihnachtsbaum in der UdSSR)
- Sergei Smirnow (1895–1947), Geologe
- Nina Aksarina (1899–1979), Pädagogin
- Nathalie Sarraute (1900–1999), Schriftstellerin
- Anna Barkowa (1901–1976), Dichterin
- Alexander Zoubkoff (1901–1936), Hochstapler
- Lidija Komarowa (1902–2002), Architektin
- Georgi Schilow (1917–1975), Mathematiker
- Anatoli Rschanow (1920–2000), Physiker und Hochschullehrer
- Alexander Schilow (1930–2014), Chemiker
- Margarita Nikolajewa (1935–1993), Kunstturnerin
- German Umnow (1937–2016), Schachkomponist
- Slawa Saizew (1938–2023), Modemacher
- Arkadij Sewernyj (1939–1980), Chansonsänger
- Irina Jegorowa (* 1940), Eisschnellläuferin
- Sergei Budalow (* 1949), Hochspringer
- Alla Butowa (1950–2016), Eisschnellläuferin
- Ljudmila Popowskaja (* 1950), Fünfkämpferin
- Tatjana Dmitrijewa (1951–2010), Medizinerin und Politikerin
- Wladimir Lissin (* 1956), Unternehmer und Milliardär
- Anna Ziwiljowa (* 1972), Politikerin
- Ljubow Bruletowa (* 1973), Judoka
- Wladimir Malachow (* 1980), Schachspieler, Großmeister
- Jekaterina Ulanowa (* 1986), Volleyballspielerin
- Jelena Morosowa (* 1987), Fußballspielerin
- Sergei Pessjakow (* 1988), Fußballtorwart
- Dmitri Chwostow (* 1989), Basketballspieler